# Powiat Izumi
Powiat Izumi (jap. 出水郡 Izumi-gun) – powiat w Japonii, w prefekturze Kagoshima. W 2020 roku liczył 9849 mieszkańców.

## Miejscowości
- Nagashima

## Historia[2]

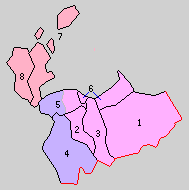
Powiat Izumi w 1889 r.

- Wraz z utworzeniem nowego systemu administracyjnego 1 kwietnia 1889 roku powiat Izumi został podzielony na 8 wiosek: Kamiizumi, Nakaizumi, Akune, Shimoizumi, Noda, Takaono, Higashinagashima oraz Nishinagashima[3].
- Luty 1891 – część wioski Kamiizumi utworzyła nową wieś Ōkawauchi. (9 wiosek)
- 1 kwietnia 1917 – wioska Kamiizumi zdobyła status miejscowości i zmieniła nazwę na Izumi. (1 miejscowość, 8 wiosek)
- 1 lipca 1923 – wioska Nakaizumi zdobyła status miejscowości i zmieniła nazwę na Komenotsu. (2 miejscowości, 7 wiosek)
- 1 kwietnia 1924 – wioska Nakaizumi zmieniła nazwę na Mikasa.
- 1 stycznia 1925 – wioska Akune zdobyła status miejscowości. (3 miejscowości, 6 wiosek)
- 1 stycznia 1932 – wioska Takaono zdobyła status miejscowości. (4 miejscowości, 5 wiosek)
- 1 kwietnia 1949 – część wioski Mikasa utworzyła nową wieś Euchi. (4 miejscowości, 6 wiosek)
- 1 stycznia 1952 – miejscowość Akune zdobyła status miasta. (3 miejscowości, 6 wiosek)
- 3 maja 1953 – wioska Mikasa zdobyła status miejscowości. (4 miejscowości, 5 wiosek)
- 1 kwietnia 1954 – miejscowość Izumi połączyła się z miejscowością Komenotsu zdobywając status miasta. (2 miejscowości, 5 wiosek)
- 9 października 1954 – miasto Izumi powiększyła się o teren wsi Ōkawauchi. (2 miejscowości, 4 wioski)
- 10 kwietnia 1955 – miasto Akune powiększyło się o teren miejscowości Mikasa. (1 miejscowość, 4 wioski)
- 10 lipca 1956 – wioska Higashinagashima zdobyła status miejscowości i zmieniła nazwę na Azuma. (2 miejscowości, 3 wioski)
- 1 kwietnia 1959 – miejscowość Takaono powiększyła się o teren wsi Euchi. (2 miejscowości, 2 wioski)
- 1 stycznia 1960 – wioska Nishinagashima zdobyła status miejscowości i zmieniła nazwę na Nagashima. (3 miejscowości, 1 wioska)
- 1 kwietnia 1975 – wioska Noda zdobyła status miejscowości. (4 miejscowości)
- 13 marca 2006 – miejscowości Noda i Takaono zostały włączone do miasta Izumi. (2 miejscowości)
- 20 marca 2006 – miejscowość Nagashima powiększyła się o teren miejscowości Azuma. (1 miejscowość)